# Herminiimonas arsenicoxydans
Espèce
Herminiimonas arsenicoxydans (ULPAs1) est une bactérie à Gram-négative, cette bactérie est un bacille qui ne forme pas de spore et qui est capable de survivre à des concentrations millimolaires de métaux lourds ou métalloïdes (arsenic, antimoine). Cet organisme aurait un rôle important dans la colonisation et la décontamination d'environnement pollué.
Le génome de cet organisme a été séquencé .